# 312

312(삼백십이)는 311보다 크고 313보다 작은 자연수다.

## 수학
- 합성수로, 그 약수는 총 16개다. (1, 2, 3, 4, 6, 8, 12, 13, 24, 26, 39, 52, 78, 104, 156, 312)
  - 312의 진약수의 합은 528이므로, 312는 과잉수다.
- 쌍둥이 소수(311, 313) 사이의 자연수다.
- {\displaystyle 312=4^{2}+10^{2}+14^{2}}
  - 서로 다른 세 자연수의 제곱합으로 나타낼 수 있는 수다.
- {\displaystyle 5^{4}-1}은 312로 나누어떨어진다.

## 과학
- NGC 312(영어판): 봉황자리 방향에 있는 타원 은하.

## 교통

### 철도
- 수도권 전철 3호선 마두역의 역번호.
- 부산 도시철도 3호선 숙등역의 역번호.
- 대구 도시철도 3호선 칠곡경대병원역의 역번호.

### 도로
- 고속도로 및 국도
  - 유럽 고속도로 312호선(영어판): 네덜란드 플리싱언에서 에인트호번까지 이어지는 유럽 고속도로.
  - 일본 312번 국도(일본어판): 교토부 미야즈시에서 효고현 히메지시까지 이어지는 일본의 국도.
  - 중국 312번 국도: 상하이시 런민 공원에서 신장 위구르 자치구 훠얼궈쓰시까지 이어지는 중국의 국도.
- 기타 도로
  - 312번 지방도 (폐지): 경기도 평택시 팽성읍에서 경기도 과천시 문원동까지 이어지던 대한민국의 과거 지방도.
  - 현도 제312호선

## 군사
- U-312(영어판): 제2차 세계 대전에 사용된 나치 독일의 군용 잠수함.
- 엠브라에르 EMB 312 투카노: 엠브라에르의 군용 항공기.

## 문화유산
- 대한민국의 국보 제312호: 경주 남산 칠불암 마애불상군
- 대한민국의 보물 제312호: 밀양 소태리 오층석탑
- 대한민국의 사적 제312호: 화순 운주사지

## 방송
- U+ TV의 EBS 키즈 채널 번호.
- LG헬로비전의 MBCNET 채널 번호.

## 기타
- 날짜: 3월 12일
- 연도: 312년, 기원전 312년